# Sinaxymyia rara
Sinaxymyia rara (лат.) — ископаемый вид комаров, единственный в составе рода Sinaxymyia из семейства Axymyiidae. Обнаруженные опечатки датируются юрским периодом (Daohugou
Formation, Chefeng City, Ningcheng County, Wuhua Township, Daohugou locality, Внутренняя Монголия, Китай). Среднего размера длинноусые двукрылые (длина тела 4,8 мм, ширина 1,2 мм), которые внешне напоминают комаров-толстоножек (Bibionidae), отличаясь особенностями жилкования крыльев. Ротовые органы редуцированы, как и у других представителей семейства Axymyiidae. Длина головы 0,7 мм, длина груди 1,4 мм (ширина 1,2), длина крыла 3,8—4,1 мм. Род Sinaxymyia является сестринским к роду Protaxymyia, вместе они образуют группу сестринскую к кладе из родов Axymyia + Mesaxymyia +
†Juraxymyia + †Psocites. Корневой к ним группой служит род Plesioaxymyia.